# فرهاد تجری
تجری (زادهٔ ۱۳۴۷ در سرپل ذهاب - ) نماینده مجلس شورای اسلامی در دروه های هشتم و دهم است.
تجری از حوزهٔ انتخابیهٔ قصرشیرین، سرپل ذهاب و گیلانغرب در دورهٔ هشتم و دهم به مجلس شورای اسلامی راه یافت.